# Jeeves and Wooster
Jeeves and Wooster er en britisk komediedramaserie, der er skabt af Clive Exton fra P. G. Wodehouses "Jeeves"-historier. Den blev sendt på ITV fra 22. april 1990 til 20. juni 1993, og den sidste sæson blev nomineret til en British Academy Television Award for Best Drama Series. Serien foregår i Storbritannien og USA i en uspecificeret periode mellem 1920'erne og 1930'erne. Seriens to hovedpersoner bliver spillet af Hugh Laurie som Bertie Wooster, en elskelig ung gentleman med masser af penge, og Stephen Fry som Jeeves, hans meget intelligente og kompetente kammertjener. Bertie og hans venner, der hovedsageligt er medlemmer af Drones Club, bliver reddet ud af alle mulige sociale uheld af den uundværlige Jeeves.
Da Fry and Laurie begyndte serien var de allerede en kendt komikerduo som følge af deres regelmæssige medvirken i Channel 4's Saturday Live og deres eget show A Bit of Fry & Laurie (BBC, 1987–95).
I tv-dokumentaren Fry and Laurie Reunited (2010), hvor skuespillerne mindes deres deltagelse i serien, afslørede de at de i første omgang var tilbageholdende med at spille Jeeves og Wooster, men til sidst besluttede at de ville gøre det, for de indså at serien ville blive produceret alligevel, og følte, at ingen andre ville kunne gøre det som dem.
Serien var et samarbejde mellem Brian Eastman fra Picture Partnership Productions og Granada Television.